# (23628) Ichimura
(23628) Ichimura est un astéroïde de la ceinture principale.

## Description
(23628) Ichimura est un astéroïde de la ceinture principale. Il fut découvert le 8 décembre 1996 à Chichibu par Naoto Satō. Il présente une orbite caractérisée par un demi-grand axe de 2,22 UA, une excentricité de 0,09 et une inclinaison de 7,1° par rapport à l'écliptique.

## Compléments